# Жалыбина, Марина Владимировна
Марина Владимировна Жалыбина (урожд. Бычкова; род. 18 декабря 1975, Иваново) — российская марафонка и сверхмарафонка, чемпионка мира и Европы (2011), четырёхкратная чемпионка мира в команде (2001, 2004, 2008, 2011) и четырёхкратная чемпионка Европы в команде (1998, 2001, 2008, 2011) по бегу на 100 километров. Установила три
неофициальных высших мировых достижения и завоевала 12 золотых медалей The Comrades Marathon. Член национальной сборной России по лёгкой атлетике в 1995—2019 гг. Заслуженный мастер спорта России (2010).

## Биография
Родилась 18 декабря 1975 года в городе Иваново, СССР.
В 1993—1998 годах окончила кафедру физвоспитания факультета экономики и управления Ивановского государственного энергетического университета.
В 2005—2009 годах закончила Шуйский Государственный Педагогический Университет, по специальности-тренер.
В 2008 году Марина Бычкова вышла замуж за известного марафонца и сверхмарафонца Дениса Жалыбина, переехала в Железногорск Курской области. Родила дочь Юлию.
В 2013 году стала факелоносцем XXII зимних Олимпийских игр в Сочи от Курской области.
Долгое время жила в Курске, где работала инструктором Областного бюджетного учреждения "Центр спортивной подготовки «Школа высшего спортивного мастерства».
В настоящее время проживает в Москве, работает тренером в школе бега I Love Running.

## Спортивная карьера
В 1986 году начала заниматься лёгкой атлетикой.
С 1992 года начала участвовать в марафонских и свермарафонских соревнованиях. Выступала за спортивные объединения «Автокрановщик» (Иваново), ИГЭУ (Иваново), «Клуб-24» (Рославль), «Ритм» (Электросталь).
С 1994 года член национальной сборной России по лёгкой атлетике, за исключением 2010 года, когда была в декретном отпуске. На чемпионатах мира по бегу на 100 километров дважды была серебряным призёром (2001, 2004).
7 февраля 2003 года установила неофициальное высшее мировое достижение по 6-часовому бегу в закрытом помещении, показав результат 80 км 600 м.
В связи с рождением дочери пропустила чемпионат мира по бегу на 100 километров в 2010 году, но уже в 2011 году триумфально вернулась в большой спорт. На чемпионате мира и Европы в Нидерландах Марина Жалыбина победила в личном зачёте с лучшим результатом сезона в мире — 7 часов 27 минут 19 секунд. Вместе с Ириной Вишневской, Марией Аксёновой и Ларисой Клеймёновой выиграла золото чемпионата мира и Европы в командном первенстве. Всего в Винсхотене завоевала четыре золотые медали.
Двенадцать раз (1999, 2000—2006, 2008—2009, 2012—2013) завоевала золотую медаль в старейшем и самом массовом сверхмарафоне мира The Comrades, проходящем в ЮАР. Самое высокое достижение — второе место в 2004 и 2006 годах.

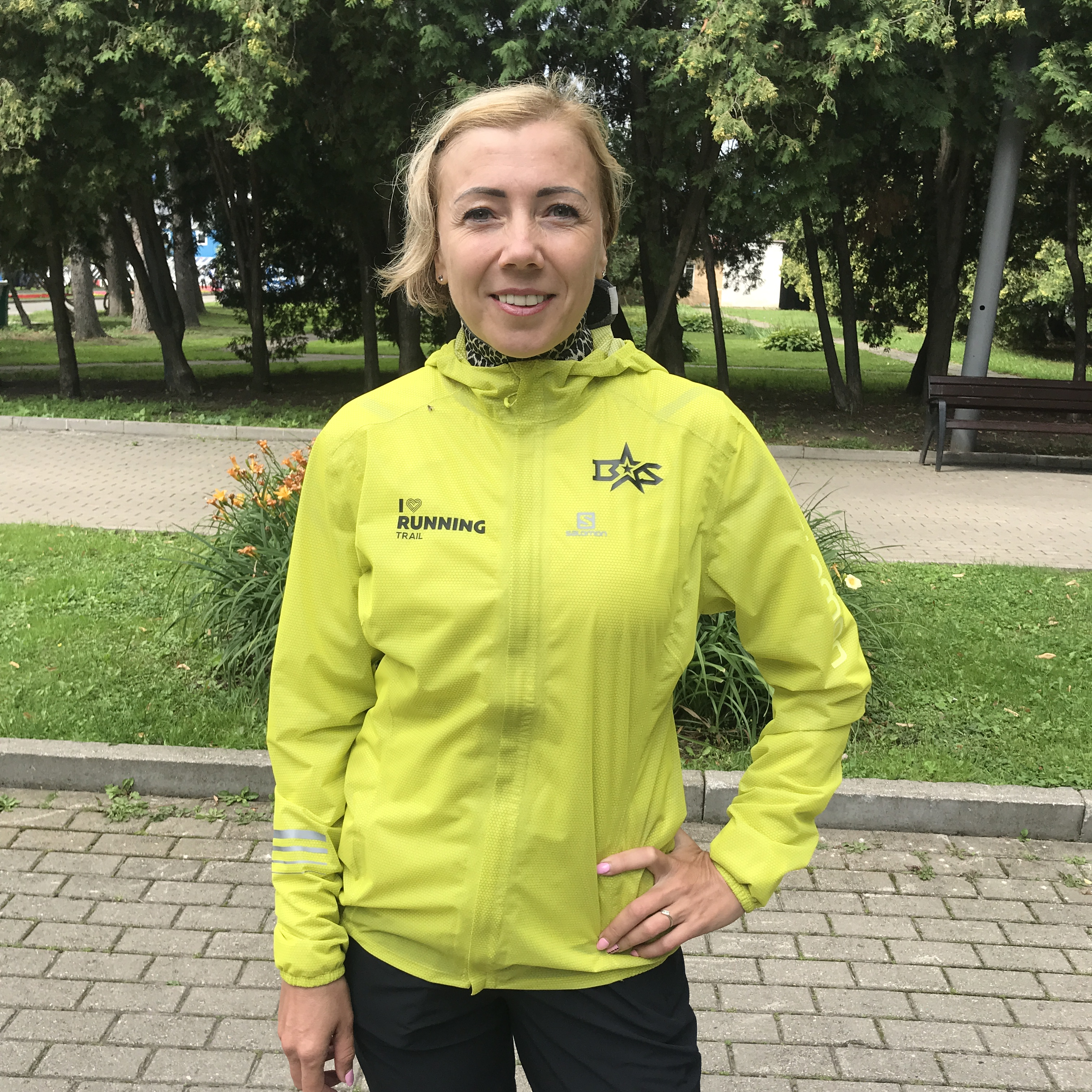
Марина Жалыбина заняла 1 место на паркран Северный Речной Вокзал № 6 — 03.08.2019

## Результаты

### Соревнования

#### Марафоны
- 2005 год:
  -  Бермудский марафон — 2:56.07;[5]
  -  Ричмондский марафон — 2:42.40.[6]
- 2006 год:
  -  Филадельфийский марафон — 2:40.31;[7]
  -  Мемфисский марафон — 2:42.18;[8]
  -  Остинский марафон — 2:37.56.[9]

#### Сверхмарафоны
Обладательница 12 золотых медалей The Comrades Marathon (Золотой медалью награждается первая десятка финишеров):
- 1999 год — 3-е место;
- 2000 год — 6-е место;
- 2001 год — 3-е место;
- 2002 год — 3-е место;
- 2003 год — 5-е место;
- 2004 год — 2-е место;
- 2005 год — 5-е место;
- 2006 год — 2-е место;
- 2008 год — 5-е место;
- 2009 год — 7-е место;
- 2012 год — 3-е место;
- 2013 год — 6-е место.

- Двукратная (1999, 2003) победительница многодневного забега Вена-Будапешт.
- Трёхкратная (2015, 2016, 2017) победительница Golden Ring Ultra Trail (50 км).

### Мировые достижения
Установила три неофициальных высших мировых достижения:
- Суточный бег в категории юниоры — 191 км 785 м (1994);
- 100 км в категории молодёжь — 7ч 50м 06с (1996);
- 6-часовой бег в помещении (абсолют) — 80 км 600 м (2003).